# Sybra striatipennis
Sybra striatipennis là một loài bọ cánh cứng trong họ Cerambycidae.